# Polypedilum unagiquartum
Polypedilum unagiquartum är en tvåvingeart som beskrevs av Sasa 1985. Polypedilum unagiquartum ingår i släktet Polypedilum och familjen fjädermyggor. Inga underarter finns listade i Catalogue of Life.